# Tragedia del lago Cabrera
La tragedia del lago Cabrera fue un desastre natural ocurrido en el sur de Chile la madrugada del 19 de febrero de 1965 en el lago del mismo nombre, ubicado en la comuna de Hualaihué, Región de Los Lagos. Producto de un alud, murieron entre 26 y 28 personas que vivían a orillas del lago.

## Antecedentes
El lago Cabrera es un cuerpo de agua cordillerano de difícil acceso, que se encuentra a 530 m s. n. m. —en los faldeos de los volcanes Yates y Hornopirén— y a 10 km al norte del pueblo de Hornopirén.
Durante la primera mitad del siglo XX, el lago empezó a ser poblado por familias que se dedicaban a la extracción de madera en el sector, principalmente alerce. La mayoría de ellas se había instalado en el sector suroeste, donde está la huella de 15 km que conectaba con Hornopirén.

## Aluvión
La madrugada del viernes 19 de febrero de 1965 —de acuerdo a los relatos de los sobrevivientes del desastre— un fuerte estruendo en medio de la oscuridad de la noche prendió las alarmas de que algo inusual había ocurrido en el lago.
En la mañana siguiente, con la luz del día, descubrieron que un deslizamiento de toneladas de rocas, barro y árboles proveniente del volcán Yates había generado una ola de al menos doce metros de altura que sepultó cuatro casas y tres viviendas menores ubicadas en el lado suroeste del lago, desapareciendo niños, adultos y familias enteras.

## Víctimas
Hubo 26 personas en el listado oficial de fallecidos y desaparecidos:
| - Baldomero Juan Uribe Mansilla - Zoraida Mansilla Agüero - Teófilo Uribe Mansilla - Juan Uribe Mansilla - Matilde Uribe Mansilla - Zenaida Uribe Mansilla - Nora Uribe Mansilla (7 años) | - Baldomero Uribe Mansilla (5 años) - Raúl González - Patricio González Uribe (2 años) - Jaime González Uribe (1 año) - Humberto González Uribe (5 años) - Manuel González Uribe (4 años) - Tomás González Uribe (3 años) | - Juan Audilio González - Isaías Cárdenas Gallardo - Carmela Uribe Mansilla - Juana Cárdenas Uribe (15 años) - Ana Cárdenas Uribe (12 años) - Amalia Cárdenas Uribe (7 años) - Isaías Cárdenas Uribe (5 años) | - Marcelino Mansilla Mansilla - Secundino Mansilla Gallardo - María Mansilla Gallardo - Alberto Serón Vargas - Floridor Serón Peranchiguay |

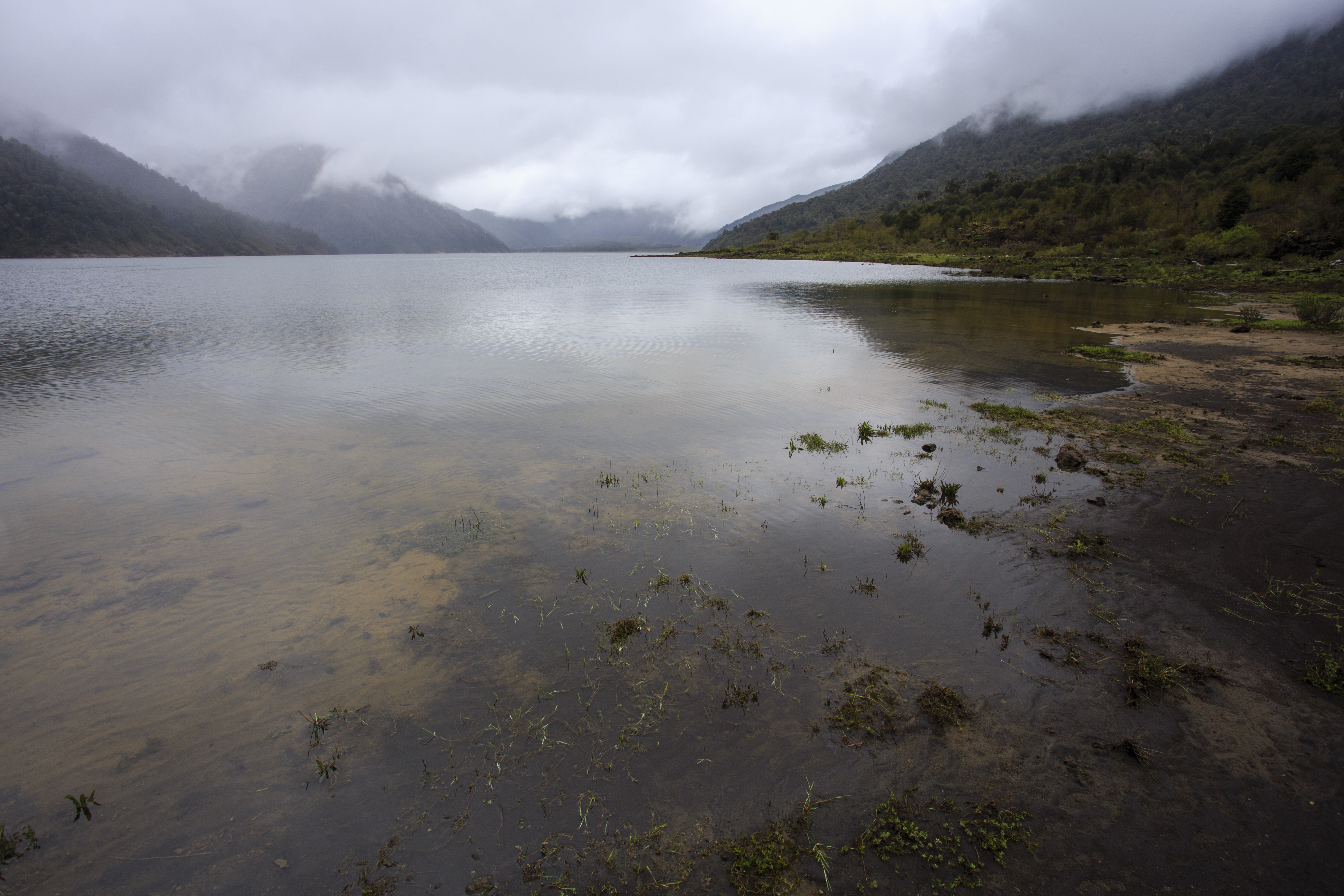
Lago Cabrera en 2017, en el sector donde estaban las viviendas.

Aunque según una vecina del lugar al momento de la tragedia, habría habido dos víctimas más: Raúl González Uribe y un menor de edad recién nacido días antes de la tragedia, hijo de Zenaida Uribe. También hubo otros diez vecinos del sector que se salvaron de ser sepultados.
Al día siguiente de la tragedia se encontró el cuerpo de Zoraida Mansilla; sus funerales se realizaron en la isla Llancahué, mientras que los demás víctimas nunca fueron encontradas.
Debido a lo inaccesible de lugar —en aquel tiempo aún no existía la Carretera Austral— toda la ayuda y labores de búsqueda provinieron desde Puerto Montt vía marítima y aérea. Participaron en los procedimientos la Armada, Carabineros y la Fuerza Aérea de Chile, mientras que a la zona de catástrofe acudieron autoridades provinciales y nacionales.
El aluvión también concitó el interés de la prensa nacional. Casi una semana después de la tragedia, debajo de una foto que ilustraba el daño provocado por el alud, el diario El Llanquihue describía de esta forma el panorama:

«Donde hasta hace algunos días existió un hermoso vallecito poblado de gigantescos árboles y junto a los cuales se alzaban varias habitaciones de modestos campesinos que vivían dedicados a la explotación maderera, hoy se observa un panorama de completa desolación y muerte. Veintiséis personas, niños y adultos, desaparecieron tragados por el gigantesco alud de piedras, barro, árboles y nieve que bajó por uno de los faldeos del volcán Yates, cubriendo todo ese valle y derramándose sobre la tranquila laguna Cabrera, cuyas aguas se encargaron de completar la tragedia».
El Llanquihue, 25 de febrero de 1965

## Consecuencias
El aluvión hizo desaparecer a los ríos Blanco y Sin Nombre que alimentaban al lago, e hizo aparecer un nuevo curso conocido como estero El Derrumbe. La línea de ribera del lago se desplazó un máximo de 250 m y en el sector noreste del lago se formó una barrera que dio origen a una pequeña laguna de unas 45 hectáreas, conocida como «Las Vacas».
En 2005 se instaló una cruz de madera que recuerda a las familias que perecieron en la tragedia, en el lugar donde estaban las viviendas. Todos los años la comunidad indígena del lugar realiza una procesión para recordar a las víctimas.